# Autorezeptoren
Autorezeptoren (gelegentlich auch Autozeptoren) sind Rezeptoren einer Nervenzelle für ihren eigenen Neurotransmitter. Sie dienen als Teil einer negativen Rückkopplungsschleife innerhalb der Signaltransduktion. Diese Rezeptoren kommen am Zellkörper (Soma oder Perikaryon), an den Dendriten und dem terminalen Axon (den präsynaptischen Endigungen) vor. Die Autorezeptoren an Zellkörper und Dendriten werden soma-dendritische Autorezeptoren genannt, die an den Axonenden heißen präsynaptische Autorezeptoren.

## Entdeckungsgeschichte
Die ersten Hinweise auf Autorezeptoren waren pharmakologischer Natur. Man beobachtete, dass Antagonisten an Neurotransmitter-Rezeptoren nicht nur die postsynaptischen Nervenwirkungen auf die innervierten Zellen abschwächten, sondern auch die präsynaptische Freisetzung von Neurotransmittern aus den Axonenden steigerten. Ein wichtiges Beispiel dafür ist der Sympathikus mit seinem Neurotransmitter Noradrenalin. Noradrenalin bringt die glatte Muskulatur von Blutgefäßen zur Kontraktion. Es wirkt dabei auf α-Adrenozeptoren. Man beobachtete nun, dass α-Adrenozeptor-Antagonisten wie Phenoxybenzamin nicht nur die Blutgefäßkontraktion bei Sympathikusaktivität abschwächten, sondern auch die Freisetzung von Noradrenalin steigerten.

Vielen Fehldeutungen folgte 1971 die heute gesicherte Erkenntnis, dass diese Steigerung auf der Blockade präsynaptischer α-Autozeptoren beruht, über welche Noradrenalin normalerweise seine eigene Freisetzung hemmt. Sie wurden zu den Prototypen der α2-Adrenozeptoren. 1975 prägte Arvid Carlsson den Begriff „Autorezeptor“. Es scheint, dass die überwältigende Mehrheit der Nervenzellen solche Autorezeptoren besitzen. Es sind überwiegend G-Protein-gekoppelte Rezeptoren, die in der Regel eine Hemmung der Nervenzelle vermitteln.

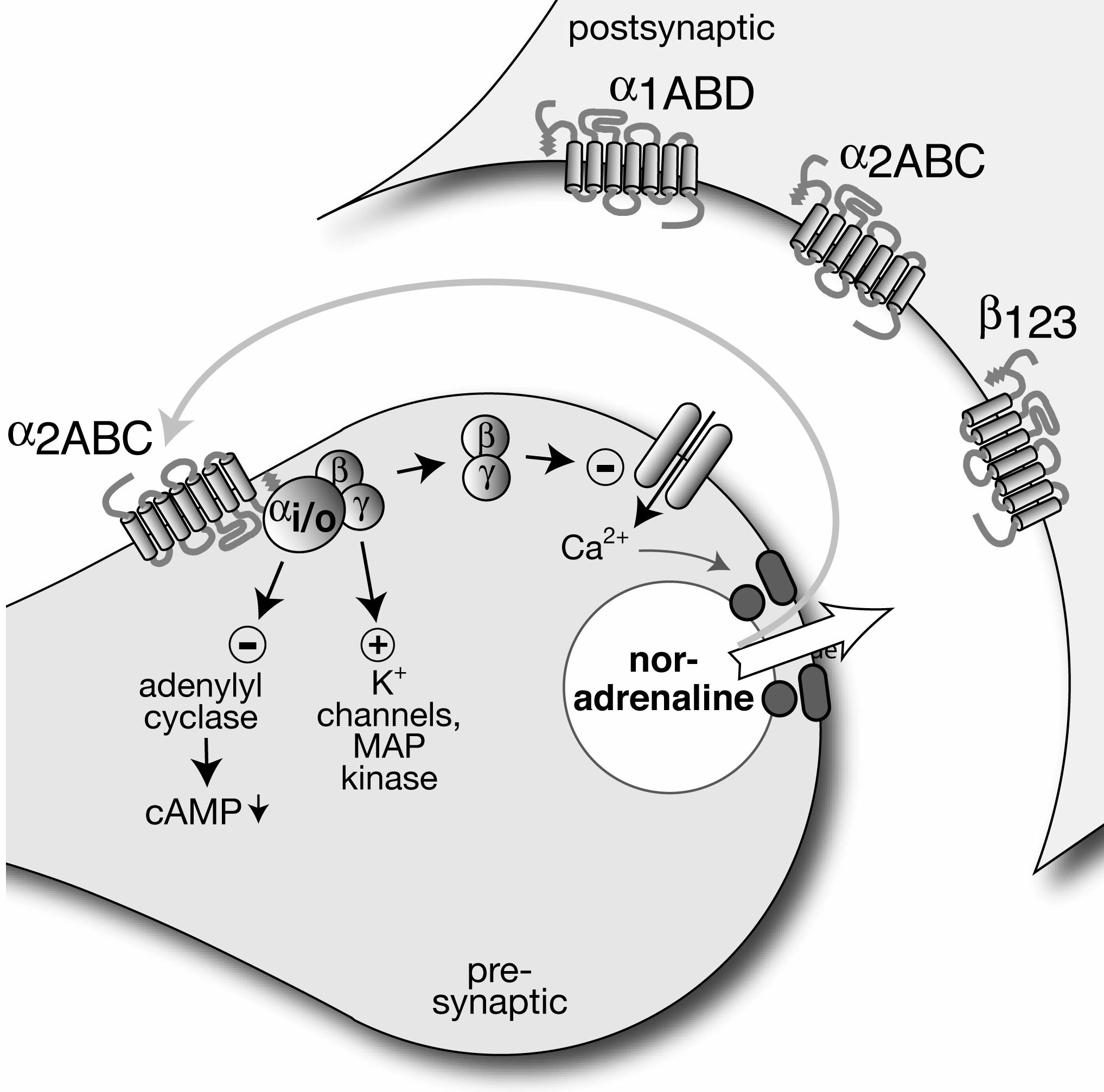
Präsynaptischer α_{2A}-, α_{2B}- oder α_{2C}-Autorezeptor an einer Axonendigung mit Noradrenalin

## Arten

### Soma-dendritische Autorezeptoren
Soma-dendritische Autorezeptoren tragen zur Regelung der Entstehung von Aktionspotentialen im Perikaryon bei. Ein Beispiel sind Nervenzellen mit dem Neurotransmitter Noradrenalin. Sie besitzen soma-dendritische α2-Autorezeptoren. Über sie hyperpolarisiert Noradrenalin die Zellmembran und hemmt dadurch die Entstehung von Aktionspotentialen. Ein anderes Beispiel sind Nervenzellen mit dem Neurotransmitter Serotonin, die vor allem im Gehirn vorkommen. Sie besitzen soma-dendritische 5-HT1A-Autorezeptoren, über die Serotonin die Entstehung von Aktionspotentialen hemmt.

### Präsynaptische Autorezeptoren
Sie gehören zu den zahlreichen präsynaptischen Rezeptoren. Das Bild zeigt die präsynaptischen α2-Autorezeptoren. Man kennt heute beim Menschen drei α2-Adrenozeptoren, α2A, α2B und α2C. Alle drei können als Autorezeptoren in die Zellmembran von Axonenden mit dem Transmitter Noradrenalin eingebaut sein, wobei α2A und α2C die wichtigeren sind. Alle drei koppeln an heterotrimere G-Proteine der Gi/o-Familie. Deren βγ-Untereinheit hemmt präsynaptische Calciumkanäle. Wenn dann ein Aktionspotential eintrifft, strömt weniger Calcium in die Axonendigung, und die Freisetzung von Noradrenalin sinkt. Es resultiert eine negative Rückkopplung.
Analog besitzen Nervenzellen mit dem Transmitter Serotonin präsynaptische Autorezeptoren vom Typ der 5-HT1B-Rezeptoren, Nervenzellen mit dem Transmitter Dopamin präsynaptische Autorezeptoren vom Typ der Dopamin-D2-Rezeptoren und Nervenzellen mit Acetylcholin präsynaptische Autorezeptoren von Typ der M2- und M4-Muskarinrezeptoren. Alle diese Rezeptoren hemmen die Transmitterfreisetzung. Nervenzellen mit dem Transmitter Glutaminsäure dagegen besitzen sowohl freisetzungshemmende als auch freisetzungssteigernde präsynaptische Autorezeptoren.

## Medizinische Bedeutung
Die Modulation der Tätigkeit von Nervenzellen durch Autorezeptoren gehört zu ihrer normalen Physiologie. Dass eine Fehlfunktion von Autorezeptoren zu Krankheit führen kann, ist am besten für die α2-Autorezeptoren belegt. Versuchstiere, denen diese Autorezeptoren fehlen, setzen zu viel Noradrenalin frei und neigen zu Bluthochdruck und Herzerkrankungen.
Eine Verminderung der Freisetzung von Noradrenalin aus dem Sympathikus trägt dagegen zur Wirkung des Antihypertensivums Clonidin und verwandter Substanzen bei. Veränderungen an Autorezeptoren gehören auch zum Wirkmechanismus von Psychopharmaka.